# Jungfrun i tornet
Jungfrun i tornet (De jonkvrouw in de toren) is een  opera in één bedrijf van de Finse componist Jean Sibelius op een Zweeds libretto van Rafael Hertzberg. De wereldpremière vond plaats in Helsinki op 9 november 1896. Het werk werd in opdracht geschreven voor het Phiharmonisch Orkest van Helsinki.
Zowel de première als de twee doorop volgende opvoeringen werden gedirigeerd door Sibelius zelf, met groot succes. Maar toen de mezzo-sopraan Emmy Achté, die de rol van kasteelvrouwe gezongen had, aan Sibelius vroeg of ze twee opvoeringen mocht geven in het Finse stadje Mikkeli, weigerde Sibelius, met het excuus dat hij de partituur wilde herzien. Emmy's dochter, de internationaal bekende sopraan Aino Achté, die in de periode 1912 - 1915 's zomers een operaseizoen organiseerde op Savonlinna, hoopte op Sibelius' toestemming de opera op te mogen voeren in het inmiddels wereldberoemde kasteel, maar de componist zei nee. Deze keer gaf hij de tekst als reden voor dit besluit. Wat betreft het reviseren van de muziek bleef hij ook erg vaag. Zijn houding ten opzichte van de opera bleef altijd enigmatisch. In de daarop volgende jaren verwierp hij drie andere libretti. Hij fantaseerde wel over een opera zonder decors en zonder tekst, slechts met witte open ruimtes, en zangers die alleen op de klinker a zongen. Dit bleef echter bij een droom.

## Inhoud
De plaats van handeling is een groot kasteel met torens en pinakels. De jonkvrouw (sopraan) en de minnaar (tenor) zijn beiden bedienden op het kasteel, en verliefd op elkaar. De baljuw (bariton) van het kasteel begeert de onschuldige jonkvrouw, maar zij wijst hem af. In zijn woede sleept hij haar naar de toren en zet haar daar gevangen. De andere bedienden van het kasteel, inclusief haar vader, denken dat zij haar eer voor goud verkocht heeft, en verloochenen haar. Alleen de minnaar gelooft in haar onschuld. De minnaar wil de jonkvrouw bevrijden, maar de baljuw dreigt hem in de kerker te gooien. Beiden nemen de wapenen op, maar dan verschijnt de kasteelvrouwe (alt) verschijnt als een deus ex machina en zet alles recht. De baljuw wordt geketend en de minnaars komen weer bij elkaar.

## Opname
- BIS LP-250, CD-250. The Gothenburg Symphony Orchestra o.l.v. Neeme Järvi, met als solisten Mari-Ann Häggander, Erland Hagegård, Jorma Hynninen en Tone Kruse
- Warner, Estonian National Symphony Orchestra o.l.v. Paavo Järvi, met als solisten Solveig Kringelborn, Lilli Paasikivi, Lars-Erik Jonsson en Garry Magee